# Glyptopora plumosa
Glyptopora plumosa is een mosdiertjessoort uit de familie van de Hexagonellidae. De wetenschappelijke naam van de soort is voor het eerst geldig gepubliceerd in 1860 door Prout.